# Charles Kingsley
Charles Kingsley (ur. 12 czerwca 1819 w Holne, zm. 23 stycznia 1875) - duchowny, prozaik, poeta i dramaturg angielski, związany z południowo-zachodnią Anglią. 
Urodził się w hrabstwie Devon, w rodzinie pastora. Z tym regionem związane są młode lata pisarza. Odebrał gruntowne wykształcenie – skończył Uniwersytet Cambridge. Był profesorem literatury na Uniwersytecie Cambridge. Zrezygnował z profesury dla tytułu kanonika w katedrze w Chester. Podczas pobytu w tym mieście założył Towarzystwo nauk przyrodniczych, które gorąco popierało teorię ewolucji Darwina.
Jego pierwsza książka, Saint's Tragedy powstała w r. 1849. W swych powieściach skupia się na życiu społecznym Anglii przedwiktoriańskiej i wiktoriańskiej. Największą sławę przyniosła mu powieść dla młodego czytelnika Wodne dzieci (The Water Babies) o kominiarczyku mającym przygody pod wodą. Inna powieść, Westward Ho!, traktująca o emigracji do Ameryki.

## Twórczość
- Saint's Tragedy, dramat
- Alton Locke, powieść (1849)
- Yeast, powieść (1849)
- Twenty-five Village Sermons (1849)
- Cheap Clothes and Nasty (1850)
- Phaeton, or Loose Thoughts for Loose Thinkers (1852)
- Sermons on National Subjects (tom pierwszy, 1852)
- Hypatia, powieść (1853)
- Glaucus, or the Wonders of the Shore (1855)
- Sermons on National Subjects (tom drugi, 1854)
- Alexandria and her Schools (I854)
- Westward Ho!, powieść (1855)
- Sermons for the Times (1855)
- The Heroes, baśnie greckie (1856) - Heroje czyli Klechdy greckie o bohaterach (pierwsze wyd. polskie 1926)
- Two Years Ago, powieść (1857)
- Andromeda and other Poems (wiersze) (1858)
- The Good News of God, sermons (1859)
- Miscellanies (1859)
- Limits of Exact Science applied to History (wykłady, 1860)
- Town and Country Sermons (1861)
- Sermons on the Pentateuch (1863)
- The Water-Babies (1863)
- The Roman and the Teuton (1864)
- David and other Sermons (1866)
- Hereward the Wake, powieść (1866)
- The Ancient Régime (Lectures at the Royal Institution, 1867)
- Water of Life and other Sermons (1867)
- The Hermits (1869)
- Madam How and Lady Why (1869)
- At Last: A Christmas in the West Indies (1871)
- Town Geology (1872)
- Discipline and other Sermons (1872)
- Prose Idylls (1873)
- Plays and Puritans (1873)
- Health and Education (1874)
- Westminster Sermons (1874)
- Lectures delivered in America (1875)